# Vitray-en-Beauce
Vitray-en-Beauce is een gemeente in het Franse departement Eure-et-Loir (regio Centre-Val de Loire) en telt 307 inwoners (2005). De plaats maakt deel uit van het arrondissement Châteaudun.

## Geografie
De oppervlakte van Vitray-en-Beauce bedraagt 10,7 km², de bevolkingsdichtheid is 28,7 inwoners per km².
De onderstaande kaart toont de ligging van Vitray-en-Beauce met de belangrijkste infrastructuur en aangrenzende gemeenten.

## Demografie
Onderstaande figuur toont het verloop van het inwonertal (bron: INSEE-tellingen).